# Luesia
Luesia es un municipio y villa española de la comarca de las Cinco Villas, perteneciente al partido judicial de Ejea de los Caballeros al noroeste de la provincia de Zaragoza, comunidad autónoma de Aragón, a 104 km de Zaragoza. Tiene un área de 126,83 km² con una población de 307 habitantes (INE 2014) y una densidad de 3,11 hab/km². El código postal es 50619.
Desde el punto de vista eclesiástico, forma parte de la diócesis de Jaca que, a su vez, pertenece a la archidiócesis de Pamplona.
Por sus cercanías pasa el río Arba de Luesia, una de las ramas del río Arba, que nace en Longás en la Sierra de Santo Domingo, a cuyo pie se ubica Luesia.

## Toponimia
El topónimo «Luesia» proviene de una lengua prerromana y preindoeuropea, y guarda relación con la forma *LUSIA, emparentada posiblemente con el lexema del vasco «lu-» 'tierra' o «lusa-» 'largo'. No tiene fundamento científico la etimología popular que la hace descender del nombre de mujer «Luisa», que quiso establecer la leyenda etiológica de una presunta bandolera así llamada que habría fundado la localidad en los bosques donde presuntamente ella y sus secuaces se refugiaron. En la Edad Media se documenta en fuentes árabes como Ḥiṣn Luwassa 'castillo de Luesia' y en cristianas como Lusia (la más frecuente), Luesia, Lussia, Lusiam e incluso Luisa, si bien esta última no puede tomarse como base de la falsa etimología popular mencionada.
Hasta aproximadamente el primer tercio del siglo XX, en la localidad todavía existían hablantes de aragonés, como así atestiguan los vecinos de más edad cuando eran niños.

## Geografía
El término municipal de Luesia linda al norte con los de Lobera de Onsella y Longás, al este con el de Biel, al sur con los de Orés, Asín y Ejea de los Caballeros, y al oeste con los de Biota y Uncastillo.
Asentada a pie de la sierra de Santo Domingo, a orillas del río Arba de Luesia, una de las ramas del río Arba, la parte sur del término de la localidad tiene un relieve más suave, mientras que en la parte norte se encuentran las mayores alturas del término, ya en plena sierra de Santo Domingo. Son las alturas de Puy Moné (1303 m), Alto de Bañón (1130 m) y Fayanás (1128 m). La cuenca alta del valle del Arba de Luesia, en la zona de su nacimiento, se acerca a los 1500 m, que culminan en las Peñas de Santo Domingo, ya en término de Longás, con 1524 m de altura.

## Historia
La presencia romana (Estela de Plotius) está documentada en algunas áreas (Cubilar de los Pelaires, Punta de Ballestán).
Según indica Antonio Ubieto, la primera cita de Luesia en la documentación histórica acontece en un diploma del monasterio de Leire fechado el 14 de febrero de 938, donde aparece con la forma «Lusia». Sin embargo, la localidad fue conquistada por los cristianos algunos años antes, bajo el reinado de Sancho Garcés I de Pamplona, entre 905 y 911.

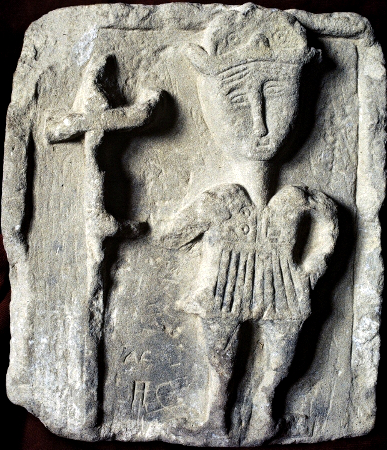
Representación en Luesia de hacia 970 de un rey sosteniendo la cruz procesional que se enarbolaba al entrar en batalla.

En el siglo X se reforzó el castillo y se restauró y amplió el monasterio, situado en las ruinas del Corral del Calvo desde el siglo V. Del año 970 data un relieve prerrománico que figura a un rey sosteniendo una cruz procesional (similar a la Cruz de la Victoria de los reyes asturianos) de largo astil, con el que se pone al frente de su mesnada en las batallas. Esta cruz es la misma de las monedas de la tradición pamplonesa y que pasó posteriormente a las monedas aragonesas y fue interpretada posteriormente (y erróneamente) con una presunta heráldica de los Arista en la Cruz de Íñigo Arista (con Pedro IV de Aragón) o de «arbor ad modum floris» (árbol a modo de flor, según Jaime I) y en el siglo XV, como árbol de Sobrarbe.
Las campañas de Almanzor de fines del siglo X afectaron plenamente a Luesia. El monasterio fue abandonado y el castillo sufrió graves daños. Con Sancho el Mayor se vuelven a reconstruir abadía y fortaleza en 1025-1030.
En 1124, año en que alcanza el estatus de «villa», Alfonso I de Aragón el Batallador concede un fuero de repoblación al enclave, fija sus límites con una carta puebla y prevé la creación de un burgo o barrio de repobladores fuera de las murallas. En abril de 1154 el princeps de Aragón Ramón Berenguer IV concede a los pobladores del burgo de San Esteban de Luesia el fuero de Jaca.
Hasta el 14 de febrero de 1247, reinado de Jaime I de Aragón, Luesia fue siempre feudo de realengo; incluso tras su enajenación del patrimonio real en esa fecha para ceder el lugar a Pedro Jiménez de Luesia, hubo varias recuperaciones de los reyes de Aragón de la villa para integrar de nuevo las posesiones directas del monarca, aunque buena parte del resto de la Edad Media Luesia perteneció a distintos nobles, entre los que figuraron Pedro de Jérica en el siglo XIV, y en el XV los Fernández de Heredia. En este mismo siglo pasó a formar parte de las posesiones del arzobispo de Zaragoza. Hasta la desaparición de los señoríos judiciales por Decreto de 1811 en las Cortes de Cádiz, Luesia perteneció a los arzobispos de Zaragoza. Dentro de la administración del Reino de Aragón formó parte, sucesivamente, de la Sobrecullida de Tarazona (fines del siglo XV), Vereda de Tarazona (en el siglo XVII) y del Corregimiento de las Cinco Villas entre el año 1711 y la creación de Ayuntamiento propio en la primera mitad del siglo XIX. Desde la creación en España de los partidos judiciales, formó parte del de Sos del Rey Católico, que luego se integró en el de Ejea de los Caballeros.

## Demografía
Luesia cuenta con una población de 331 habitantes (INE 2024).
| Gráfica de evolución demográfica de Luesia entre 1842 y 2021                                                        |
| |
| Población de derecho según los censos de población del INE Población de hecho según los censos de población del INE |

## Administración y política

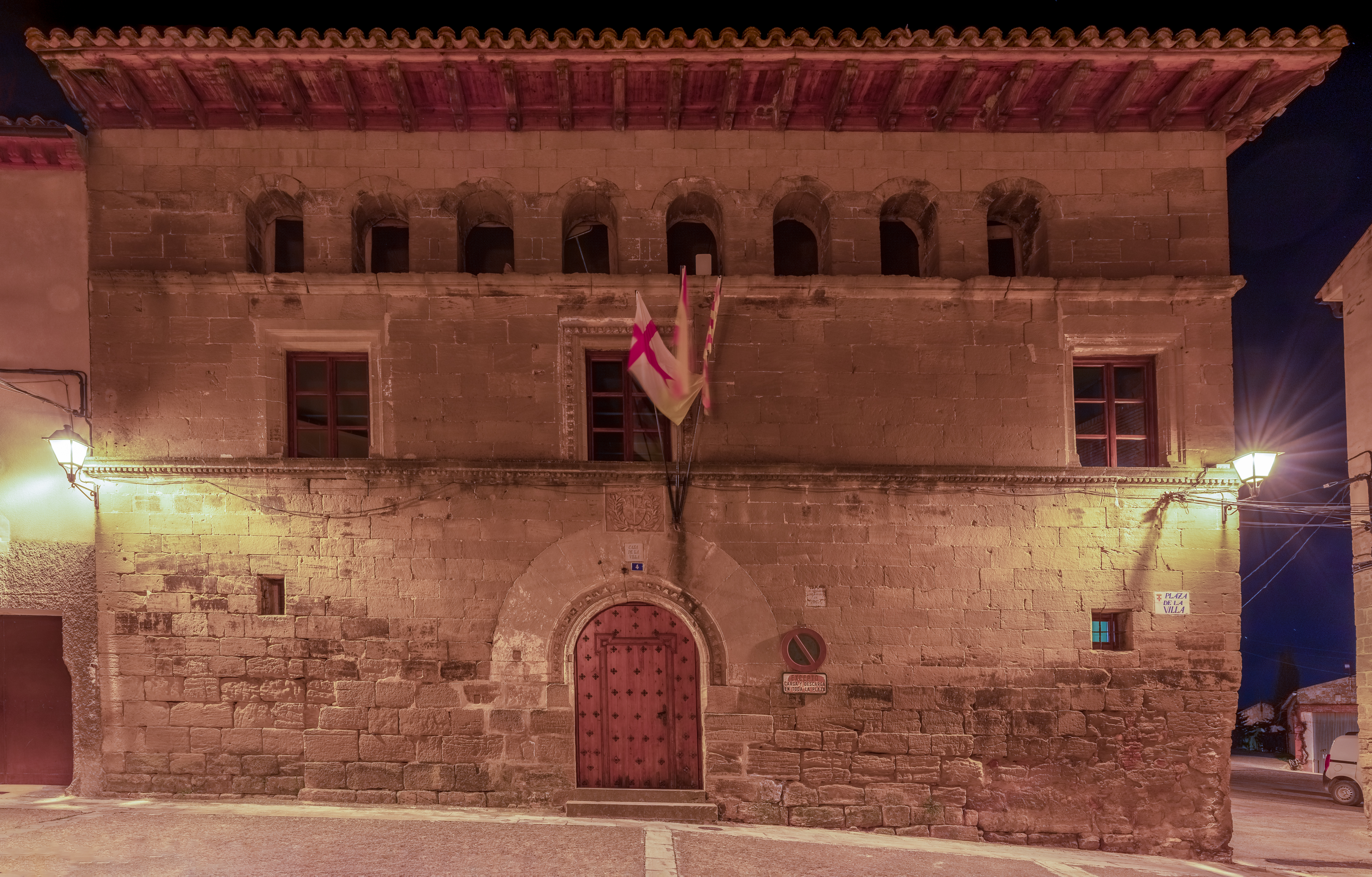
Casa consistorial

| Período   | Alcalde                     | Partido |  |
| --------- | --------------------------- | ------- |  |
| 1931-1936 | Ubaldo Diest Villa          | PSOE    |  |
| 1979-1983 | Antonio Fumanal Terraz      | Ind.    |  |
| 1983-1987 |                             |         |  |
| 1987-1991 | Ángel Aragüés Montañés      | PAR     |  |
| 1991-1995 | Pedro Pablo Garcés Martínez | PSOE    |  |
| 1995-1999 | Pedro Pablo Garcés Martínez | PSOE    |  |
| 1999-2003 | María Jesús Montañés Ojer   | PP      |  |
| 2003-2007 | Pedro Pablo Garcés Martínez | PSOE    |  |
| 2007-2011 | Jaime Lacosta Aragüés       | PP      |  |
| 2011-2015 | Jaime Lacosta Aragüés       | PP      |  |
| 2015-2019 | Jaime Lacosta Aragüés       | PP      |  |
| 2019-2022 | Jaime Lacosta Aragüés       | PP      |  |

| Partido político    | Partido político                                   | 1999   | 2003   | 2007   | 2011   | 2015   | 2019   |
| Partido político    | Partido político                                   | Ediles | Ediles | Ediles | Ediles | Ediles | Ediles |
|                     | Partido Popular de Aragón (PP)                     | 4      | 3      | 3      | 3      | 4      | 5      |
|                     | Partido de los Socialistas de Aragón (PSOE-Aragón) | 3      | 4      | 3      | 3      | 2      | 2      |
|                     | Chunta Aragonesista (CHA)                          | —      | —      | —      | 0      | 1      | 0      |
|                     | Partido Aragonés (PAR)                             | —      | —      | 1      | 1      | —      | —      |
| Total de concejales | Total de concejales                                | 7      | 7      | 7      | 7      | 7      | 7      |

## Patrimonio arquitectónico
- Castillo de Luesia (siglos X a XVI).
- Iglesia parroquial románica de San Salvador (siglos XI a XIII).
- Iglesia románica de San Esteban, actualmente destinada a un Centro de Interpretación del Románico (siglo XII), tras ser desafectada del culto religioso.
- Ermita de la Virgen del Puyal (siglos XII a XVI).
- Cruz gótica de San Severo.
- Barrio Judío.
- Monasterio prerrománico del Corral de Calvo. Se encuentra en la sierra de Santo Domingo, al norte del casco urbano.
- Ermita prerrománica de Santa Eugenia.
- Ermita de la Virgen del Campo.
- Casa de la Villa (siglo XVI).
- Hospital medieval.
- Conjunto urbano medieval.

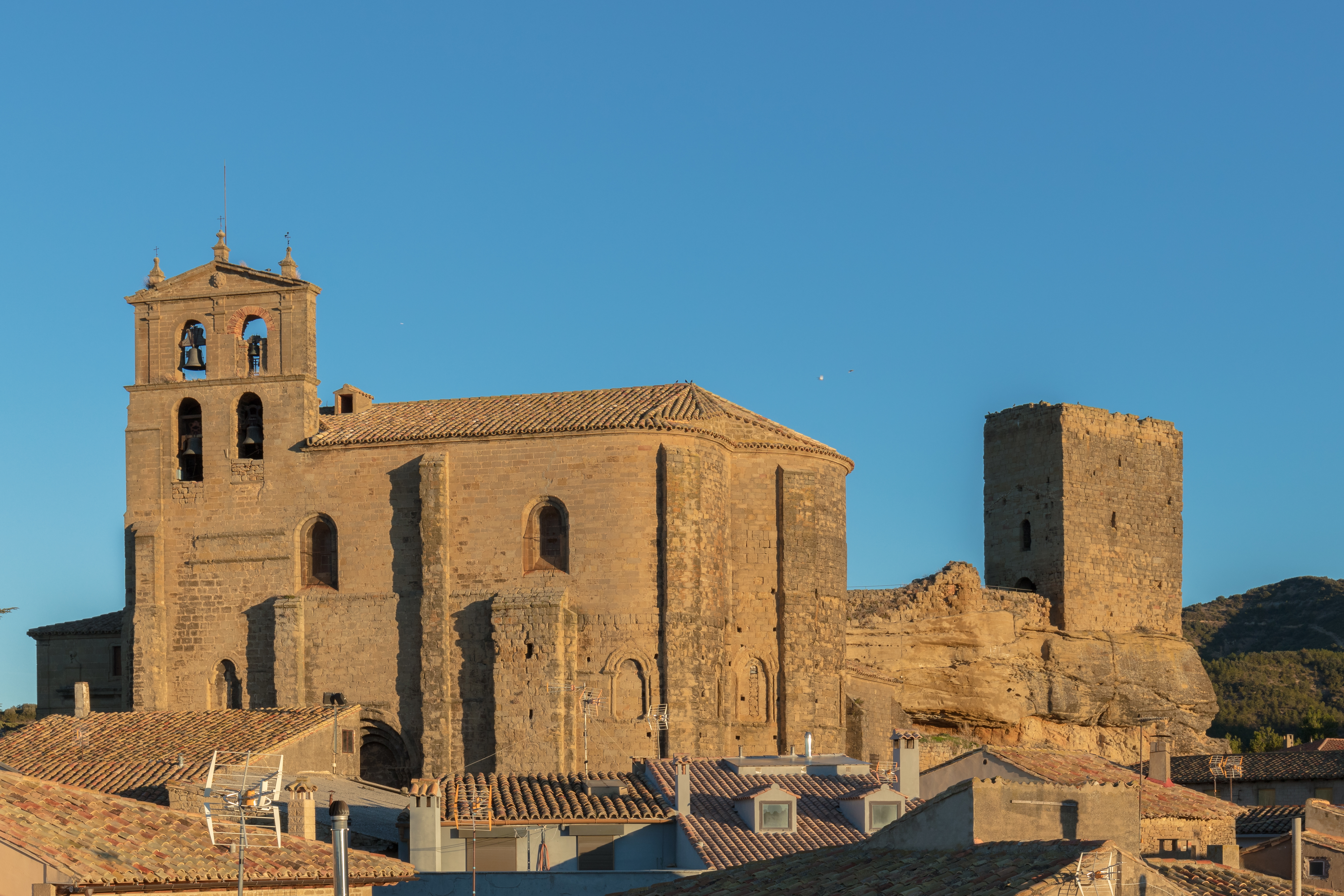
Iglesia de San Salvador y, a la derecha, la torre del castillo.
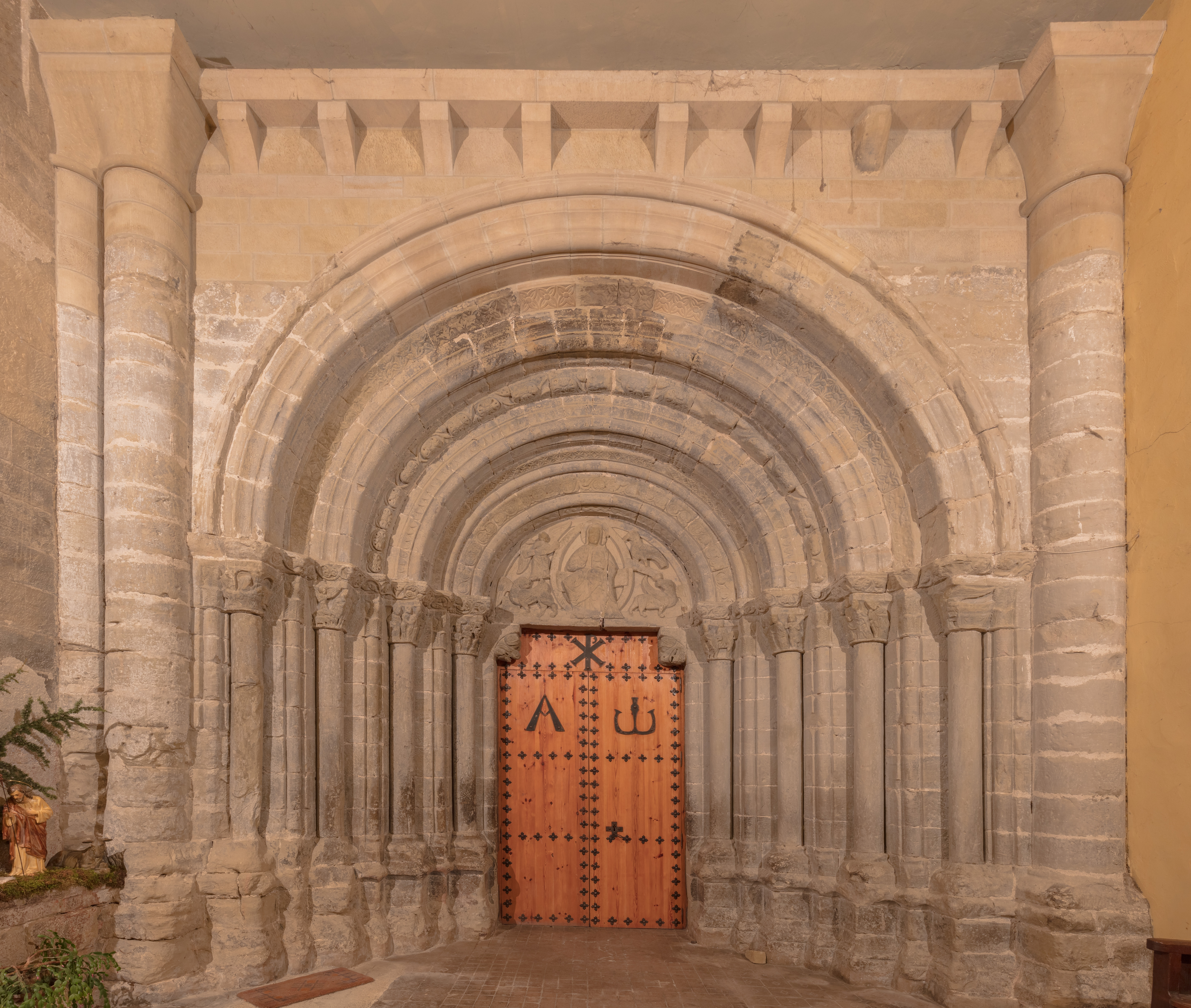
Portico de la iglesia de San Salvador.
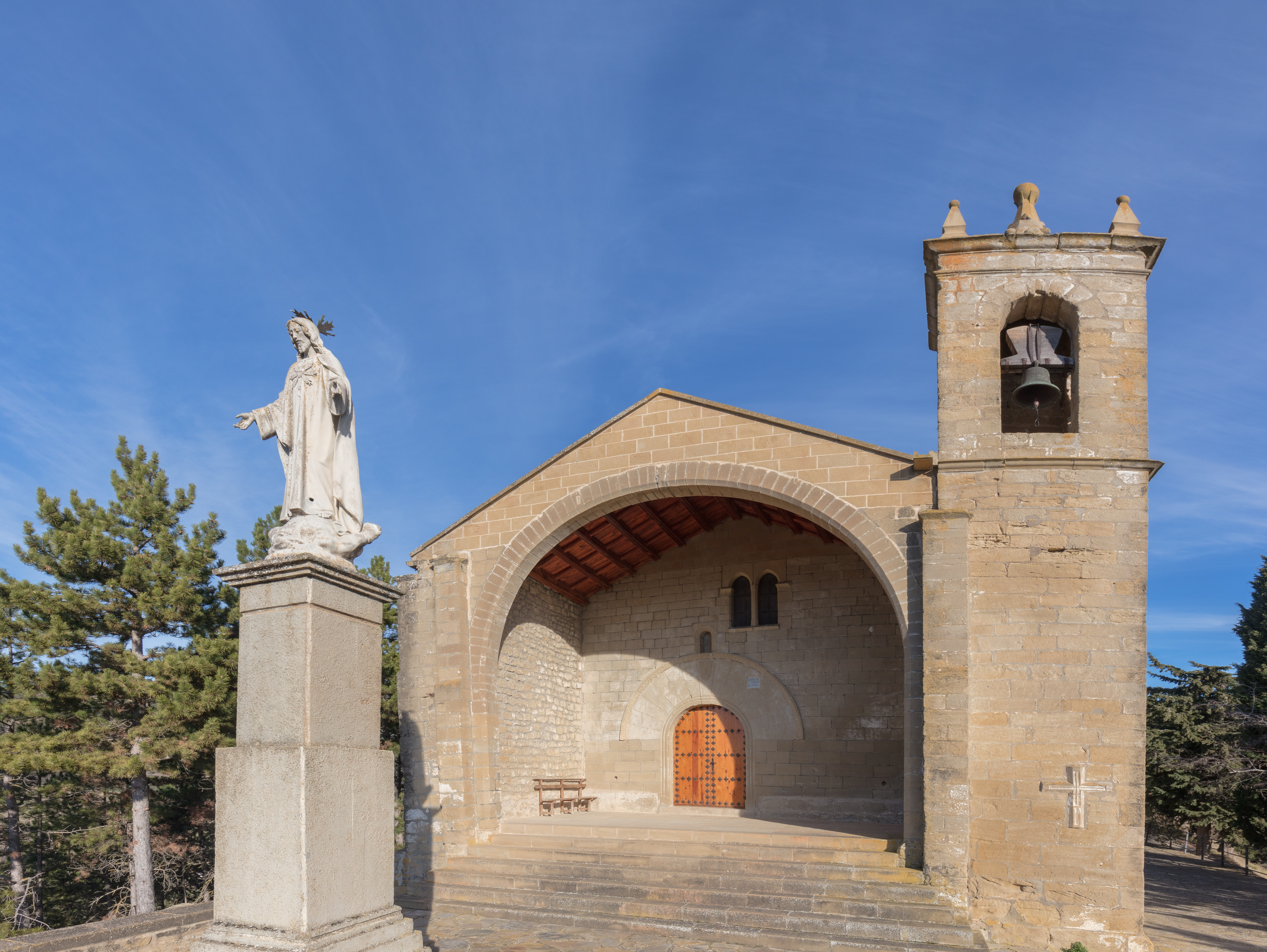
Ermita de la Virgen de Puyal.
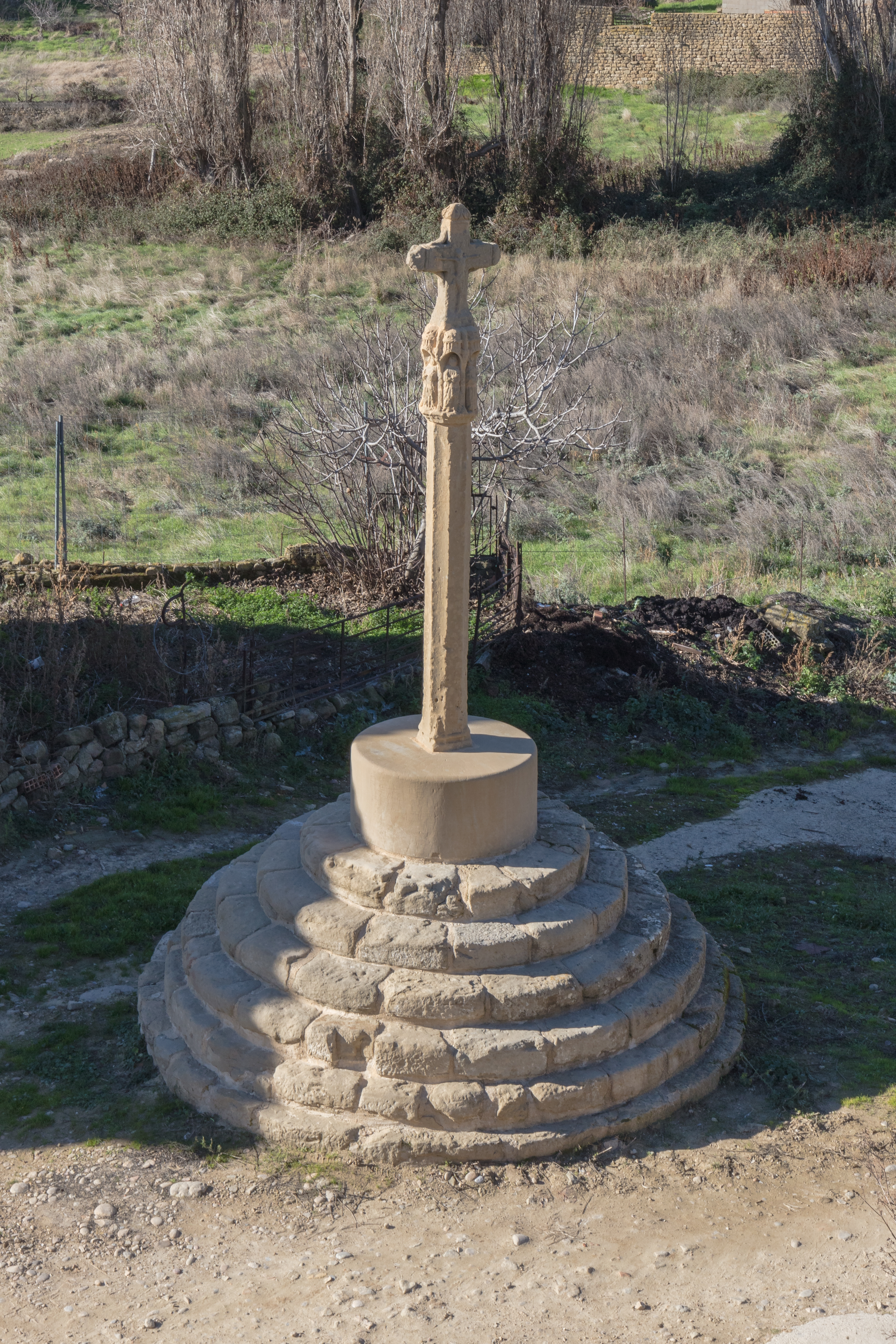
Crucero de San Severo.

## Patrimonio natural

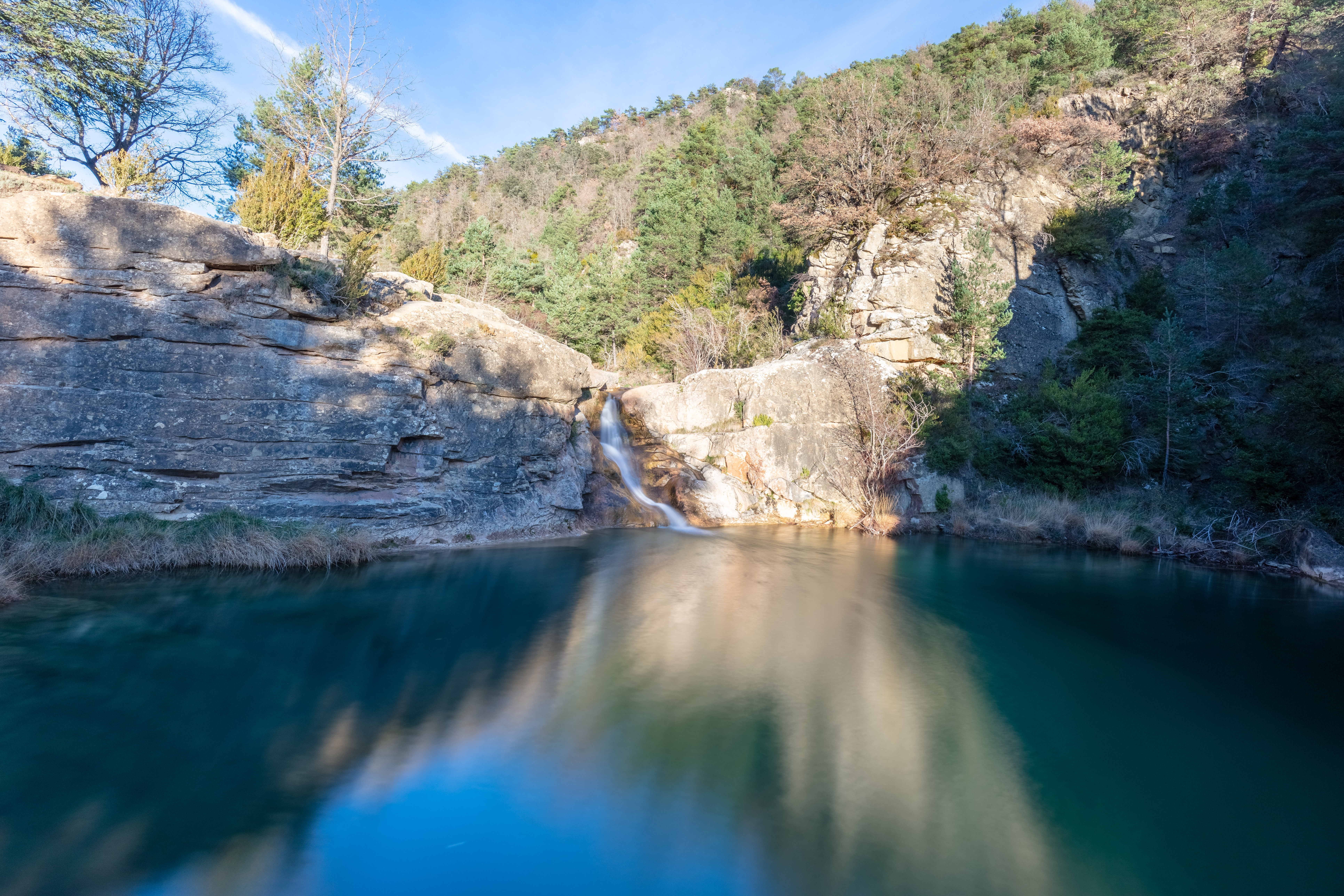
Pozas Pígalo.

- Pozas Pígalo[18]

## Fiestas
- 8 de septiembre: Virgen del Puyal.
- 26 de diciembre: San Esteban.

## Ciudades Hermanadas
La ciudad está hermanada con las localidades de:
- Geloux (departamento de Landas)  Francia desde 1996